# Max Park
Max Park (ur. 28 listopada 2001 w Cerritos) – amerykański speedcuber, światowy rekordzista w kostce Rubika w kategoriach: 3x3x3, 4x4x4, 5x5x5, 6x6x6, 7x7x7 oraz 3x3x3 jedną ręką. Na zawodach Pride in Long Beach, 11 czerwca 2023 ustanowił najważniejszy dotąd rekord świata w kostce 3x3x3 układając ją w czasie 3,13 s. Obecnie jego główną kostką, którą m.in. osiągnął rekord 3x3x3 jest Tornado V3.

## Życie prywatne
Max Park urodził się 28 listopada 2001 roku w Cerritos w Kalifornii. W wieku 2 lat zdiagnozowano u niego autyzm. Jego zdolności motoryczne były zaburzone, dlatego w wieku 9 lat jego matka Miki Park nauczyła go układać kostkę Rubika, którą Max bardzo się zainteresował. Do pierwszych zawodów przystąpił już w 2012. Dzięki speedcubingowi rozwinął swoje umiejętności społeczne i poprawił sprawność motoryczną. Jego największym autorytetem jest Feliks Zemdegs, który był jego idolem od dzieciństwa. Oboje poznali się na zawodach i zaprzyjaźnili.

## Kariera
Pierwsze zawody, w których wziął udział to Nisei Week 2012 w Los Angeles. Zajął tam 23 miejsce z czasem 17,84 s.
Jest byłym rekordzistą średniego czasu kostki 3x3x3 z wynikiem 4,86 ustanowionym na Marshall Cubing September 2022. Przebił go Yiheng Wang ze średnią 4,48. Obok Feliksa Zemdegsa, jest drugą osobą która wygrała mistrzostwa WCA dwa razy, dokonał tego w 2017 oraz 2023. Ze wszystkich konkurencji WCA w których bierze udział nie zdobył rekordu jedynie w kostce 2x2x2 oraz square-1. Do stycznia 2024 zdobył 498 złotych medali na oficjalnych zawodach World Cube Association.
Max był pierwszą osobą na świecie, której udało się uzyskać średnią czasu poniżej 10 sekund w kostce 3x3x3 jedną ręką. Udało mu się wynik ten uzyskać 13 stycznia 2018 na zawodach Thanks Four The Invite 2018. Jego obecny rekord to średnia 8,62 s.

### Dotychczasowe rekordy (stan na 07.01.2024)[5]
| Konkurencja WCA  | Czas (w sekundach) | Data uzyskania rekordu | Zawody                                | Najlepsza średnia (w sekundach) |
| ---------------- | ------------------ | ---------------------- | ------------------------------------- | ------------------------------- |
| 3x3x3            | 3,13               | 11 czerwca 2023        | Pride in Long Beach 2023              | 4,86                            |
| 4x4x4            | 16,79              | 3 maja 2022            | Bay Area Speedcubin’ 29 PM 2022       | 19,38                           |
| 5x5x5            | 32,60              | 16 grudnia 2023        | UCSD Winter 2023                      | 35,94                           |
| 6x6x6            | 59,74              | 31 lipca 2022          | CubingUSA Southeast Championship 2022 | 67,11                           |
| 7x7x7            | 95,68              | 24 września 2022       | Marshall Cubing September 2022        | 102,12                          |
| 3x3x3 One-Handed | 6,20               | 27 sierpnia 2022       | Marshall Middle Slice 2022            | 8,62                            |